# نی فرانکو
نی فرانکو (انگلیسی: Ney Franco؛ زادهٔ ۲۲ ژوئیهٔ ۱۹۶۶) بازیکن فوتبال و مربی فوتبال اهل برزیل است.
وی به عنوان سرمربی در سال ۲۰۱۲ تیم فوتبال سائو پائولو را قهرمان جام سودامریکانا کرد. همچنین تیم ملی فوتبال زیر ۲۰ سال برزیل را در سال ۲۰۱۱ قهرمان جام جهانی فوتبال زیر ۲۰ سال کرد.